# Parafia św. Jakuba Apostoła w Uniecku
Parafia pw. św. Jakuba Apostoła w Uniecku – parafia należąca do dekanatu raciąskiego, diecezji płockiej, metropolii warszawskiej.

## Historia parafii
Pierwsze wzmianki w źródłach o istnieniu parafii pochodzą z XIII wieku. 

## Miejsca święte

### Kościół parafialny
Obecny kościół został zbudowany w 1871, a konsekrowany w 1886. Jest to budowla drewniana, jednonawowa, zbudowana w stylu klasycystycznym. Ołtarz główny zdobi obraz Matki Boskiej Częstochowskiej, ołtarze boczne zaś poświęcone są św. Janowi Pawłowi II oraz św. Faustynie Kowalskiej. Świątynia uległa niewielkim zniszczeniom w 1945 i 1950, po II wojnie światowej przeszła również dwa generalne remonty. Wyposażenie kościoła stanowią organy 9-głosowe z końca XIX wieku.

### Dawniej posiadane lub użytkowane przez parafię świątynie
Pierwsza świątynia wybudowana została w drugiej połowie XIV wieku, pierwsza wzmianka o niej pochodzi z 1380. Istniejący tu jeszcze na przełomie XVI i XVII wieku kościół posiadał dwie boczne kaplice oraz 5 ołtarzy: ołtarz Najświętszej Marii Panny i Apostołów, obok ołtarz św. Stanisława,  w kaplicach zaś – św. Anny, św. Mikołaja i Matki Bożej. Kolejny kościół istniał w latach 1750-1806, w latach 1806-1871 rolę świątyni pełniła tymczasowa kaplica.

## Duszpasterze

### Proboszczowie
Proboszczem parafii jest od 2020 ks. Piotr Chojnowski.